# Affaire de l'hippodrome de Compiègne
L’affaire de l'hippodrome de Compiègne est une affaire judiciaire française commencée en 2010.
Soupçonné de prise illégale d'intérêts dans le cadre de la vente par l'État d'une partie de la forêt domaniale de Compiègne à une association privée, Éric Woerth, ministre à l’époque des faits, bénéficie en 2014 d’un non-lieu de la Cour de justice de la République.
Dans le volet non-ministériel de l’affaire, un non-lieu est également prononcé en 2015, avant que la cour d’appel de Paris ne mette deux collaborateurs d’Éric Woerth en examen, cette dernière décision étant finalement annulée par la Cour de cassation en 2021.

## Historique

### Débuts
En juillet 2010, Le Canard enchaîné et Marianne révèlent qu'Éric Woerth a autorisé, en mars 2010, la vente de gré à gré, sans appel d’offres ni enchère par l'État au profit de l'association privée Société des courses de Compiègne (SCC) d'une parcelle de la forêt domaniale de Compiègne à un prix de 2,5 millions d'euros, prix considéré par certains comme largement inférieur à celui du marché,.

Éric Woerth, jugeant les reproches parfaitement injustes, conteste ce point : « Des dossiers comme ça, on doit pouvoir en trouver 1 000, 1 200, 1 300, 1 500. » Il précise, dans une interview réalisée par l'hebdomadaire Oise Hebdo, sa conviction quant à l'origine des accusations dont il fait l'objet : 

« Il y a des intérêts suisses auxquels j'ai fait très très mal. Des gens qui m'ont mis au premier rang des hommes à abattre en priorité. »

 Éric Woerth estime que dans le cadre de la nouvelle politique immobilière de l'État, il était nécessaire de vendre un bien non stratégique.
D'une superficie de 57 hectares, la parcelle abrite l'hippodrome du Putois et 6 hectares sous-loués au golf de Compiègne.
Dans son édition en ligne du 20 juillet 2010, Le Monde donne la parole à un expert forestier de la région qui affirme que le terrain vendu n'aurait absolument pas été bradé. Cet expert déclare même que le prix payé serait de 5 à 10 fois supérieur au prix habituel de vente dans la zone du Compiégnois. Le bail de l'ONF et un courrier d'Éric Woerth dévoilés dans un article du Courrier picard démontrent à l'inverse que le terrain était occupé à titre temporaire (bail expirant en 2010 et renouvelé en 2007), que le terrain est constructible (permis de construire délivré en septembre 2006), que les constructions n'appartiennent pas à la Société des courses de Compiègne, que la redevance est artificiellement basse en raison d'une compensation par la construction de nouveaux bâtiments qui enrichissent le terrain au profit de l'ONF et qu'il ne s'agit donc pas d'un simple bout de forêt. Les 57 hectares et les 5 000 m2 de surfaces bâties comprenant un restaurant de luxe, un hippodrome et un golf, ont été vendus de gré à gré sans appel d'offres à un prix inférieur à cinq euros le mètre carré. La Société des courses de Compiègne (SCC), locataire qui voulait acheter ces parcelles depuis des années, mais se heurtait à des refus répétés de l’État, était notamment constituée d’amis politiques d’Éric Woerth, lui aussi élu de l’Oise (député et maire de Chantilly). Le président de la SCC, Antoine Gilibert est un membre éminent de l'UMP.
Le 1er septembre 2010, Le Canard enchaîné publie une lettre de 2003, signée du ministre de l'Agriculture Hervé Gaymard, qui indique que cette vente est impossible « compte tenu de la législation sur les forêts domaniales »,. L'hebdomadaire affirme par ailleurs que le ministre de l'Agriculture en exercice à cette date, Bruno Le Maire « a bel et bien tenté de s'opposer à cette vente illégale ».

### Saisine de la Cour de justice de la République
Le 16 novembre 2010, Jean-Louis Nadal, procureur général de la Cour de cassation, annonce avoir saisi la commission des requêtes de la Cour de justice de la République d'une demande d'enquête sur le rôle d'Éric Woerth dans ce dossier, soupçonné de « favoritisme » et de « prise illégale d'intérêt ».
Le 18 novembre 2010, sept députés socialistes, Jean-Louis Bianco, Jean Glavany, Henri Emmanuelli, Germinal Peiro, Christian Bataille, François Brottes et Laurence Rossignol déposent une plainte contre X auprès du procureur de la République de Compiègne en vue d'annuler la vente. Plainte par rapport à laquelle l'ONGE Forestiers du Monde s'est constituée partie civile.
La Commission des requêtes de la CJR émet le 13 janvier 2011 un avis favorable à l'ouverture d'une enquête pour « prise illégale d'intérêts », mais pas pour « favoritisme ».
En août 2011, Le Canard enchaîné publie des documents qui montrent qu'Éric Woerth avait été averti par trois services de l'État de la sous-évaluation du domaine,.
En janvier 2012, un groupe composé de trois experts rend un rapport commandé par la Cour de justice de la République dans lequel ils estiment à 8,3 millions d'euros (13 millions d'euros pondérés des abattements d'usage), la valeur de l'ensemble des terrains et bâtiments cédés. Ils concluent leur rapport de 152 pages en ces termes : « La valeur vénale du foncier, des équipements et des bâtiments dégagée ci-dessus est de nature à remettre en cause le bien-fondé du prix payé à l'État par la Société des courses de Compiègne au regard des stipulations des articles 25 et 26 de la convention d'occupation. ».
En mars 2012, la découverte par les magistrats de la Cour de justice de la République d'une délibération interne de l'Association du golf de Compiègne, indiquant que celle-ci souhaitait acheter l'ensemble formé par le golf et le champ de courses bien avant la vente de l'hippodrome, met en pièce le système de défense d'Éric Woerth. Depuis le début de l'instruction, la défense du ministre argumente sur le fait que la Société des courses était le seul acquéreur déclaré, qu'il ne pouvait y avoir d'autre acheteur, ce qui justifiait la vente de gré à gré et un prix de 2,5 millions d'euros.
En juillet 2012, Philippe Terneyre, professeur agrégé de droit public, remet un rapport d'expertise à Jérôme Cahuzac, nouveau ministre du Budget, dans lequel il considère qu'Éric Woerth était dans son droit quand il a autorisé la vente des 57 hectares de l'hippodrome pour 2,5 millions d'euros. Le professeur estime que « la vente n'avait pas besoin d'être au préalable autorisée par une loi, car les parcelles en cause ne constituaient pas une forêt [ou n'étaient pas] des dépendances du domaine public de l'État » et que donc « la vente pouvait être réalisée de gré à gré avec l'occupant historique. » Il précise également que « la vente a été réalisée à un prix ne constituant ni une libéralité en faveur de l'acheteur, ni une mauvaise affaire de l'État. »

#### Non-lieu pour la prise illégale d'intérêts
La CJR a instruit le dossier pendant quatre ans, tout comme les deux juges d’instruction parisiens chargés du volet non ministériel de l’affaire, Roger Le Loire et René Grouman. Le successeur de Jean-Louis Nadal au parquet général de la Cour de cassation, Jean-Claude Marin est nommé par Nicolas Sarkozy en juillet 2011, de façon fort opportune selon certains détracteurs. Jean-Claude Marin requiert le non-lieu à l'encontre d'Éric Woerth sur le chef d'accusation de « prise illégale d'intérêts » le 11 décembre 2014. Sans trancher sur le fond, en particulier en écartant le délit de favoritisme, la CJR a estimé ne pas avoir assez d’éléments pour poursuivre l’ancien ministre du Budget pour « prise illégale d’intérêts ».

#### Nouveaux éléments pour l'accusation de favoritisme
Des soupçons subsistent sur le délit de « favoritisme », un arrêt de la Cour de cassation du 17 février 2016 ouvre de nouvelles perspectives judiciaires sur cette affaire. La commission des requêtes de la CJR avait en son temps écarté cette possibilité, alors qu’elle pouvait très bien retenir les deux délits, ce qui se fait d’ailleurs régulièrement. L'enquête aurait avancé sur deux jambes, estiment plusieurs spécialistes du dossier. 
Selon des sources proches du dossier, ce sont les deux conseillers d’État de la commission des requêtes qui, lors des délibérations, emportent la décision en soutenant avec autorité que des poursuites pour « favoritisme » sont impossibles car, selon eux, la cession d’un terrain forestier n’est pas soumise au Code des marchés publics. Or un arrêt de la chambre criminelle de la Cour de cassation, rendu le 17 février 2016 (dans un volet de l’affaire Bygmalion), dit exactement le contraire : saisie de deux pourvois de Bastien Millot et de la société Bygmalion – dans un dossier de favoritisme initié par un syndicat de France Télévisions –, la chambre criminelle les a rejetés, et a tranché en ces termes : l’article 432-14 du Code pénal, qui réprime le favoritisme, « s’applique à l’ensemble des marchés publics, et non pas seulement aux marchés régis par le Code des marchés publics », dit la Cour de cassation. La nuance est de taille. Elle signifie, entre autres choses, que des poursuites pour favoritisme auraient très bien pu être initiées contre Éric Woerth dès 2011, conformément à l’analyse initiale du procureur général Nadal. 
Les soupçons pour délit de favoritisme portent notamment sur les relations qu'entretenait Éric Woerth avec le président de la Société des Courses de Compiègne (SCC) et le directeur de France Galop, association liée à SCC. À noter que l'épouse d'Éric Woerth possède une écurie au sein de l’hippodrome et a été membre de France Galop,,.

### Volet non-ministériel
Le 19 août 2012, en réponse au rapport du professeur Terneyre et à l'annonce faite par le ministre de renoncer à faire annuler la vente de l'hippodrome, le Syndicat national unifié des personnels des forêts et de l'espace naturel (SNUPFEN), partant du principe que « dans un État de droit, le seul expert en droit qui vaille, c'est le juge », a lui-même saisi le tribunal administratif de Paris d'une requête en annulation de la vente, en s'appuyant sur l'analyse de Jean-Louis Nadal et sur les diverses expertises commandées depuis par la Cour de justice de la République.
En août 2015, un non-lieu est ordonné par le juge d'instruction, conformément aux réquisitions du parquet. Le syndicat forestier Snupfen, partie civile, a fait appel et a perdu en deuxième instance. Le recours porté par le député Noël Mamère devant le Conseil d'État est rejeté en juin 2016.
En octobre 2016, la cour d'appel de Paris annule le non-lieu d'août 2015 dans l'enquête sur la vente de l'hippodrome de Compiègne et demande la mise en examen de deux anciens collaborateurs d'Éric Woerth : il s'agit de Sébastien Proto, ex-directeur de cabinet d’Éric Woerth, et de Cédric de Lestrange, à l’époque son conseiller chargé des politiques immobilières de l’État. Ceux-ci sont mis en examen en janvier 2017 pour « abus d’autorité par personne exerçant une fonction publique ».
Par un arrêt du 16 juin 2021, la Cour de cassation confirme le non-lieu ordonné par les juges d'instruction en 2015, annulant ainsi les mises en examen des deux anciens collaborateurs d’Éric Woerth. Cette décision met un terme définitif à l’affaire.